# Первая конная (фильм, 1984)
«Первая конная» — советский широкоформатный художественный фильм, историческая драма режиссёра Владимира Любомудрова.

## Сюжет
Картина посвящена легендарному воинскому соединению — Первой конной армии, созданной в 1919 году и прошедшей героический боевой путь по дорогам Гражданской войны. В основе фильма лежат реальные события, подтверждённые историческими документами.
Наиболее вероятным представляется, что в основу сюжета картины положены факты сражения, имевшего место 25 мая 1919 года.
25 мая 1919 года, находясь в резерве командования, корпус С. М. Будённого (будущая Первая конная армия) нанёс поражение конному корпусу генерала Покровского, начавшему форсирование реки Сал в районе хутора Плетнёва. В результате удара 6-й дивизии с запада, и 4-й с востока, переправившиеся части белых были отрезаны и уничтожены. В ходе боя был серьёзно ранен в плечо и надолго выведен из строя командующий 10-й армией А. И. Егоров, лично возглавивший атаку 6-й дивизии.
На события этой даты наложен факт из событий Львовской операции 1920 года. 19 августа 1920 года продолжались кровопролитные бои на подступах ко Львову. Продвижению частей армии сильно противодействовали бронепоезда и авиация. В центре фронта 6-я и 4-я дивизии отбросили противника на 2—3 км. На правом фланге 11-я дивизия продвинулась к юго-западным окраинам города, хотя левофланговые части 14-й дивизии оказались немного потеснёнными неприятельской конницей. В целом Конармия находилась в 5—7 км от Львова и охватывала его с трёх сторон. Бои носили исключительно ожесточённый характер с обеих сторон. Погибли командир 4-й дивизии Фёдор Литунов и заместитель начальника политотдела армии, главный редактор газеты «Красный кавалерист» И. Д. Перельсон. Командование 4-й дивизией временно возложено на И. В. Тюленева. Момент его временного назначения комбригом и отражён в фильме.
События дня 19 августа 1920 года нашли подробное отражение в широкоизвестном произведении соцреализма — романе бывшего конармейца Николая Островского «Как закалялась сталь».

## В ролях
- Вадим Спиридонов — командарм Будённый
- Евгений Жариков — Ворошилов
- Всеволод Ларионов — командующий фронтом Егоров
- Георгий Мартынюк — начдив Пархоменко
- Алексей Ванин — начдив Тимошенко
- Александр Ермаков — комбриг Морозов
- Нуржуман Ихтымбаев — начдив Городовиков
- Александр Потапов — Пашка
- Андрей Ростоцкий — Олеко Дундич
- Владимир Приходько — Апанасенко
- Виктор Филиппов — Маслак
- Евгений Леонов-Гладышев — начальник разведки Иван Тюленев
- Антон Табаков — Зорин
- Юрий Назаров — Зотов
- Борис Химичев — Бахтуров
- Светлана Тормахова — Надя
- Виктор Павлов — Дуплищев
- Владимир Кашпур — Сучков
- Станислав Чекан — белый казак Каллистрат, отец Матвея
- Михаил Кокшенов — Матвей, красный казак
- Геннадий Корольков — Ефремов
- Иван Косых
- Елена Проклова — Варя
- Роман Хомятов — Клюев
- Сергей Проханов — Тимошка
- Александр Январёв
- Юрий Сучков — ординарец Будённого Федька
- Наталья Аринбасарова — Полина
- Елена Драпеко

## Съёмочная группа
- Сценаристы: Валентин Ежов, Владимир Любомудров
- Режиссёр: Владимир Любомудров
- Оператор: Владимир Фридкин
- Художники-постановщики: Анатолий Кузнецов, Георгий Кошелев
- Композитор: Эдуард Артемьев

## Технические данные
- Цветной, звуковой